# Loic Gautier
Loic Gautier (nascido em 8 de setembro de 1954) é um ex-ciclista francês que participou dos Jogos Olímpicos de Verão de 1976 em Montreal, onde terminou em vigésimo lugar na corrida de 100 km contrarrelógio por equipes.